# Хьойон
Кім Хьойон (кор. 김효연; нар. 22 вересня 1989), більш відома як Хьойон або DJ Hyo — південнокорейська співачка, танцюристка та ді-джей. Дебютувала у складі жіночого гурту Girls' Generation у серпні 2007 року, який згодом став одним з найпопулярніших артистів у Південній Кореї та одним з найвідоміших корейських дівочих гуртів в усьому світі. Відтоді вона брала участь в інших проектах свого лейблу SM Entertainment, зокрема Girls' Generation-Oh!GG і Got the Beat. 2016 року Хьойон випустила дебютний сольний сингл «Mystery», а у 2022 році вийшов її перший мініальбом Deep.
Хьойон була частим гостем на південнокорейському телебаченні: вона стала частиною акторського складу вар'єте-шоу «Непереможна молодь 2» (2011—2012), «Атракціон ТБ: Другий сезон» (2017), «Моє англійське дозрівання» (2017—2018), другого сезону «Де пан Кім» (2018) і «Секретна онні» (2018), а також учасцею конкурсних шоу «Танці з зірками: Другий сезон» (2012), «Вихід на сцену» (2016) і «Добра дівчина» (2020). Також Кім вела власні реаліті-шоу «Мільйон вподобайок Хьойон» (2015) і «Десять мільйонів вподобайок Хьойон» (2016).

## Раннє життя
Хьойон народилася 22 вересня 1989 року в Інчхоні, Південна Корея. Вона виросла разом із батьками та молодшим братом Мінґу. Формально Хьойон почала навчатися танцям в початковій школі. У невеличкій сусідній хіп-хоп-школі вона вивчала хіп-хоп, джаз і латиноамериканські танці. У 1999 році вона вступила до відомої у Кореї танцювальної школи Winners Dance School, яка спеціалізується на поппінгу, локінгу та інших напрямках хіп-хопу. Там же Хьойон зустріла Лі Міньон (майбутню учасницю Miss A), і разом вони сформували танцювальну команду «Маленькі переможці» (кор. 리틀위너스). Дует виступав на різних шоукейсах, а 2004 року про них написали на сайті HipHoper.com.
У 2000 році Хьойон пройшла прослуховування в SM Entertainment у віці 11 років. За словами дівчини, вона прослуховувалася, тому що мати привела її до офісу SM в надії зустріти гурт H.O.T.. Хьойон змогла пройти завдяки своїм танцювальним навичкам. У 2004 році її разом із Сівоном (майбутнім учасником Super Junior) відправили вивчати китайську мову в Пекін. Вона отримувала танцювальні уроки від Electric Boogaloos і таких відомих хореографів, як Кім Херан, Poppin Seen, Кван Ху (Crazy Monkey), Poppin DS, Квон Сокчін (Locking Khan) і Сім Джевон з Black Beat. Вона також працювала з одним із хореографів Джастіна Тімберлейка та кількома іноземними викладачами. До дебюту Хьойон працювала з хореографом Джанет Джексон і була частиною підтанцьовки на виступі БоА на музичному фестивалі M.net KM Music Festival 2005.

## Кар'єра

### 2007—2017: Girls' Generation, телешоу і сольна кар'єра

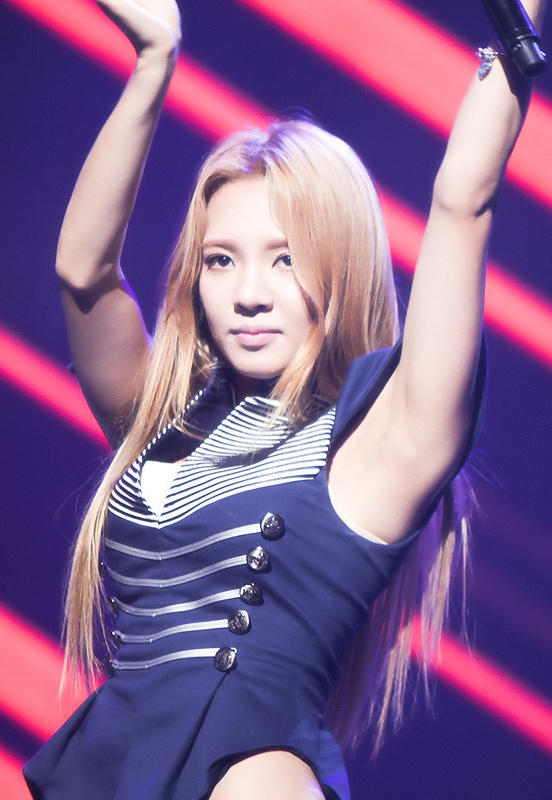
Хьойон на Diet Look Concert, вересень 2012 року

У серпні 2007 року Хьойон офіційно дебютувала як учасниця жіночого гурту Girls' Generation, сформованого лейблом SM Entertainment.
7 березня 2010 року Хьойон та її одногрупниці Джессіка та Суйон зіграли епізодичні ролі в сьомій серії міні-серіалу «О! Моя леді». У листопаді 2011 року вона разом з іншою одногрупницею, Санні, стали учасницями другого сезону південнокорейського реаліті-шоу «Непереможна молодь». У квітні 2012 року Кім взяла участь у другому сезоні конкурсного телешоу з бальних танців «Танці з зірками». Хьойон та її партнер Кім Хьонсок у підсумку завоювали друге місце. У жовтні 2012 року Хьойон стала учасницею спеціального танцювального гурту Younique. Колектив випустив сингл «Maxstep» в рамках співпраці між SM і Hyundai.
У січні 2013 року Хьойон стала гостем на телевізійному шоу Blind Test Show 180 Degrees, де станцювала під різну клубну музику. У травні 2013 її обрали азійським послом бренду Topshop у Гонконзі. У червні того ж року Хьойн та її одногрупниця Юрі стали тренерами конкурсанток танцювального телешоу «Танцювальна дев'ятка» (англ. Dancing 9).

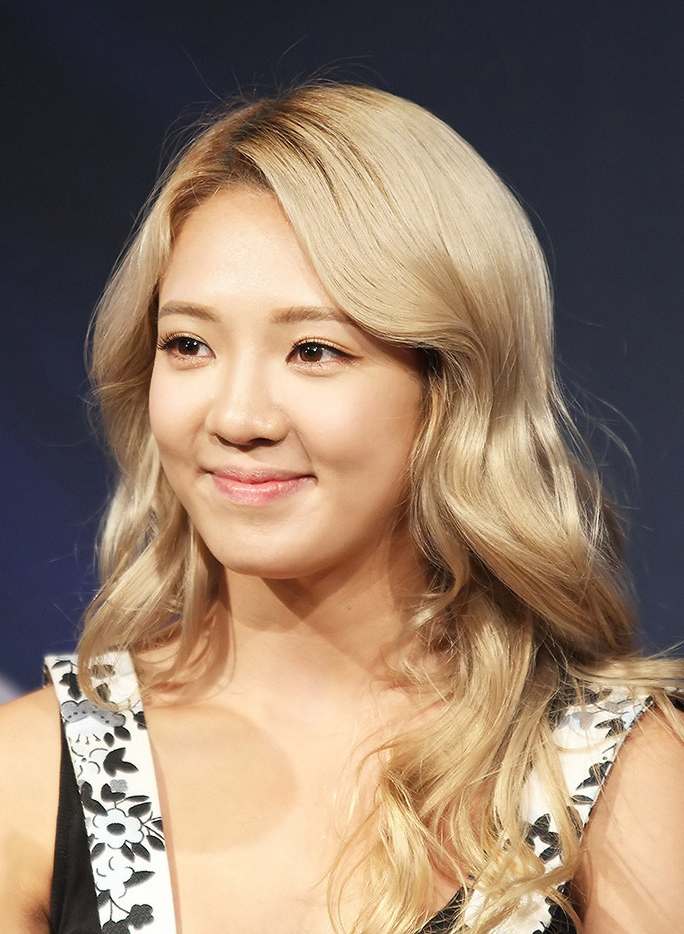
Хьойон на телешоу Dancing 9 Special Live 24 серпня 2013 року

12 лютого 2015 року Хьойон знялася у відеокліпі своєї колеги по лейблу Ембер Лю «Shake That Brass», у якому зіграла на трубі. 1 липня вона першою серед учасниць Girls' Generation опублікувала власну книгу «Стиль Хьо» (англ. Hyo Style), у якій поділилася порадами щодо краси, моди та стилю життя. Книга містила 142 сторінки та йшла в комплекті з DVD. 14 березня Хьойон виступила як репер з бой-бендом S у другому сезоні телешоу «Безсмертна пісня», на якому вони набрали 423 бали і перемогли. У травні 2015 року вона стала учасницею корейсько-китайського реаліті-шоу «Зірковий прихід», прем'єра якого відбулася 9 липня 2016 року. Шоу слідкувало за 12 корейськими та китайськими знаменитостями, яким доручили працювати в офісі в інших країнах. У червні 2015 року дівчина почала вести власне реаліті-шоу «Мільйон вподобайок Хьойон», яке транслювалося на OnStyle. Перед офіційним оголошенням про шоу, Хьойон створила власний акаунт в Instagram, де публікувала фотографії та відео з метою отримати мільйон вподобайок від шанувальників. У вересні вона стала учасницею телевізійного шоу «Мешап» (англ. Mash Up), де змагалася з іншими учасниками в майстерності діджеїнгу. Того ж місяця Хьойон знялася у відеокліпі репера Васко «Whoa Ha!».

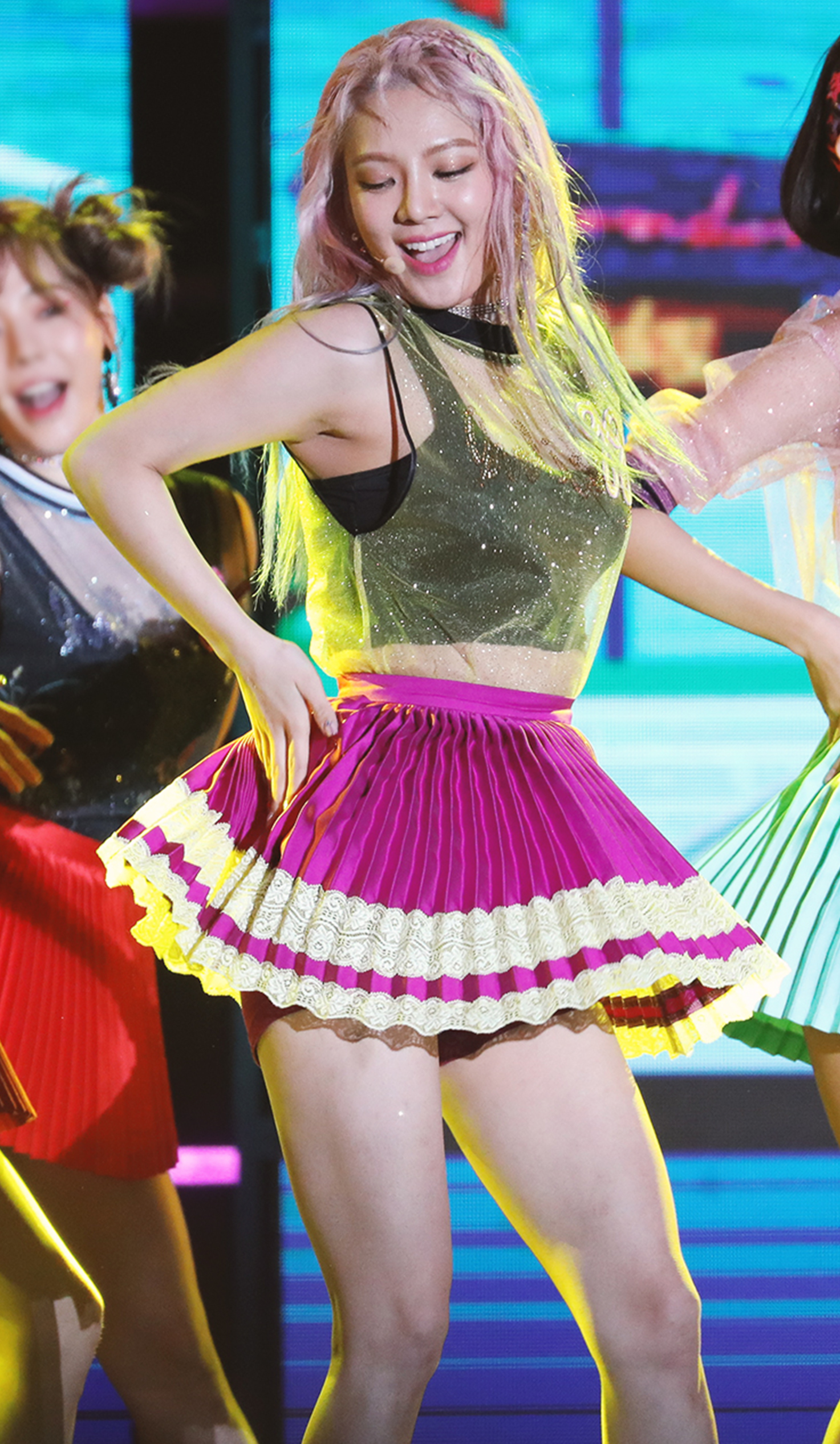
Хьойон на MBC 2017 DMZ Peace Concert, серпень 2017 року

3 лютого 2016 року Хьойон була спеціальною ведучою телешоу Get It Beauty. У червні 2016 року вона стала учасницею телешоу «Вихід на сцену», де співпрацювала з професійним танцюристом, щоб змагатися з іншими артистами в різних танцювальних жанрах. Того ж місяця Хьойон взяла участь у пісні своєї одногрупниці Тейон «Up & Down» з її другого мініальбому Why. У серпні 2016 року вона, Мін і Джо Квон сформували спеціальний гурт під назвою Triple T і випустили сингл «Born to Be Wild» за участю Пак Чіньона в рамках музичного проєкту SM Station. У грудні 2016 року Хьойон випустила свою першу сольну пісню «Mystery» як ще один сингл у рамках SM Station. Для просування пісні вона виконала її на різних корейських музичних шоу. У червні 2017 року вийшов другий сингл Хьойон «Wannabe» за участю репера Сан Е.

### 2018—дотепер: Кар'єра діджея, Oh!GG та Got the Beat
18 квітня 2018 року Хьойон (під новим сценічним псевдонімом «Хьо» (англ. Hyo)) повернулася із синглом «Sober», випущеним під лейблом Scream Records — дочірнім агентством SM, яке спеціалізується на електронній танцювальній музиці. Новий сингл — це тропікал-хаус-пісня, яка характеризується електрогітарними рифами та гуками. Тоді ж Хьойон почала цікавитися роботою ді-джея і вирішила просуватись у вітчизняних клубних турах і фестивалях електронної музики під новим псевдонімом. У серпні 2018 року Хьойон стала частиною другого підрозділу Girls' Generation — Oh!GG, що складається з п'яти учасниць гурту, які залишилися під керівництвом SM Entertainment. Колектив випустив дебютний сингл «Lil' Touch» у вересні. 13 листопада Хьойон випустила сингл «Punk Right Now» за участю американського ді-джея 3lau.
20 липня 2019 року Хьойон випустила новий сингл «Badster» в жанрі психоделічний транс, який вона сама написала і частково спродюсувала; того ж дня було випущено анімаційне музичне відео. Пісня має корейську та англійську версії. У травні 2020 року Хьойон взяла участь у конкурсному реаліті-шоу «Добра дівчина». 22 липня 2020 року вийшов її сингл «Dessert» за участю реперів Loopy та Сойон.
9 серпня 2021 року Хьойон випустила сингл «Second» за участю Бібі. Пісня посіла 17 місце в чарті Billboard World Digital Songs від 21 серпня 2021 року. 27 грудня Хьойон приєдналася до супергурту Got the Beat, до якого також увійшли її одногрупниця Тейон та інші колеги по лейблу. Гурт дебютував 3 січня 2022 року з синглом «Step Back». 16 травня 2022 року Хьойон випустила свій перший мініальбом Deep, який складається з сьоми композицій: однойменного головного треку, оригінальної сторони Б і п'ятьох попередніх синглів.
26 вересня 2024 року був випущений її сингл «Retro Romance».

## Дискографія

### Мініальбоми
| Назва | Деталі | Пікові позиції у чартах | Продажі                  |
| Назва | Деталі | KOR                     | Продажі                  |
| ----- | --- | ----------------------- | ------------------------ |
| Deep  | - Реліз: 16 травня 2022 - Лейбл: SM Entertainment - Формат: CD, цифрове завантаження, потокове мультимедіа | 13                      | - Південна Корея: 13 064 |

### Сингли
| Назва                                                                       | Рік                 | Пікові позиції у чартах | Пікові позиції у чартах | Пікові позиції у чартах | Продажі                  | Альбом                        |
| Назва                                                                       | Рік                 | Circle                  | Hot                     | US World                | Продажі                  | Альбом                        |
| Як головна артистка                                                         | Як головна артистка | Як головна артистка     | Як головна артистка     | Як головна артистка     | Як головна артистка      | Як головна артистка           |
| --------------------------------------------------------------------------- | ------------------- | ----------------------- | ----------------------- | ----------------------- | ------------------------ | ----------------------------- |
| «Mystery»                                                                   | 2016                | —                       | Н/Д                     | 12                      | Н/Д                      | SM Station Season 1           |
| «Wannabe» (за участю Сан Е)                                                 | 2017                | —                       | Н/Д                     | 8                       | Н/Д                      | Сингл без альбому             |
| «Sober» (за участю Уммета Озкана)                                           | 2018                | —                       | —                       | 15                      | Н/Д                      | Deep                          |
| «Punk Right Now» (за участю 3lau)                                           | 2018                | —                       | —                       | 16                      | Н/Д                      | Deep                          |
| «Badster»                                                                   | 2019                | —                       | —                       | —                       | Н/Д                      | Deep                          |
| «Dessert» (за участю Loopy та Сойон)                                        | 2020                | —                       | 96                      | 16                      | Н/Д                      | Deep                          |
| «Think About Me» (з Райденом за участю Куґі)                                | 2020                | —                       | —                       | —                       | Н/Д                      | SM Station Season 4           |
| «Second» (за участю Бібі)                                                   | 2021                | 176                     | 89                      | 17                      | Н/Д                      | Deep                          |
| «Deep»                                                                      | 2022                | —                       | —                       | —                       | Н/Д                      | Deep                          |
| «Picture»                                                                   | 2023                | —                       | —                       | —                       | Н/Д                      | rowspan="2" Сингл без альбому |
| «Retro Romance»                                                             | 2024                | —                       | —                       | —                       | Н/Д                      |                               |
| Як запрошена артистка                                                       |                     |                         |                         |                         |                          |                               |
| «Up & Down» (Тейон за участю Хьойон)                                        | 2016                | 84                      | Н/Д                     | —                       | - Південна Корея: 34 300 | Why                           |
| «G! (Remix)» (Lil Cherry за участю Хьо)                                     | 2021                | —                       | —                       | —                       | Н/Д                      | Сингл без альбому             |
| «Party» (Pimrypie за участю Хьо)                                            | 2023                | —                       | —                       | —                       | Н/Д                      | Сингл без альбому             |
| «—» позначає реліз, який не потрапив у чарт або не вийшов на цій території. |                     |                         |                         |                         |                          |                               |

### Інші пісні
| Назва                                                                                     | Рік  | Пікові позиції у чартах | Пікові позиції у чартах | Продажі                  | Альбом                           |
| Назва                                                                                     | Рік  | KOR Gaon                | US World                | Продажі                  | Альбом                           |
| ----------------------------------------------------------------------------------------- | ---- | ----------------------- | ----------------------- | ------------------------ | -------------------------------- |
| «Maxstep» (як частина Younique Unit)                                                      | 2012 | 228                     | —                       | - Південна Корея: 15 420 | PYL Younique Volume 1            |
| «Born to be Wild» (як частина Triple T за участю J. Y. Park)                              | 2016 | 164                     | 11                      | Н/Д                      | SM Station Season 1              |
| «Turl» (털어) (з Чітою)                                                                   | 2020 | —                       | —                       | Н/Д                      | Good Girl Episode 1              |
| «Witch» (마녀사냥) (з Єин, Чон Джіу, Джеймі та Чітою)                                     | 2020 | —                       | —                       | Н/Д                      | Good Girl Episode 3              |
| «GG» (з Ейлі та Чон Джіу)                                                                 | 2020 | —                       | —                       | Н/Д                      | Good Girl Episode 4              |
| «I Do What I Want» (з Лі Йонджі)                                                          | 2020 | —                       | —                       | Н/Д                      | Good Girl Final                  |
| «Jet» (з Инхьоком, Тейоном, Джеміном, Сончаном, Жизель та Вінтер)                         | 2022 | —                       | —                       | Н/Д                      | 2022 Winter SM Town: SMCU Palace |
| «Good to Be Alive» (with Кі, Ченом, Джонні, Ніннін, Ґінджо, Райденом, IMLAY та Mar Vista) | 2022 | —                       | —                       | Н/Д                      | 2022 Winter SM Town: SMCU Palace |
| «—» позначає реліз, який не потрапив у чарт або не вийшов на цій території.               |      |                         |                         |                          |                                  |

## Фільмографія

### Кіно
| Рік  | Назва            | Роль              | Нотатки                      | Прим.  |
| ---- | ---------------- | ----------------- | ---------------------------- | ------ |
| 2012 | «Я»              | У ролі самої себе | Біографічний фільм SM Town   | [ 64 ] |
| 2015 | SMTown The Stage | У ролі самої себе | Документальний фільм SM Town | [ 65 ] |

### Телесеріали
| Рік  | Назва             | Роль                                 | Нотатки             | Прим.  |
| ---- | ----------------- | ------------------------------------ | ------------------- | ------ |
| 2008 | «Нестримний шлюб» | Член банди семи принцес Больван-тону | Камео (64 серія)    | [ 66 ] |
| 2010 | «О! Моя леді»     | У ролі самої себе                    | Камео (сьома серія) | [ 18 ] |

### Телешоу
| Рік       | Назва                                                  | Роль              | Нотатки                                 | Прим.  |
| --------- | ------------------------------------------------------ | ----------------- | --------------------------------------- | ------ |
| 2011—2012 | «Непереможна молодь 2»                                 | Головна роль      | З Санні                                 | [ 19 ] |
| 2012      | «Танці з зірками: Другий сезон»                        | Головна роль      | Хьойон і Кім Хьонсок посіли друге місце | [ 20 ] |
| 2013      | Blind Test Show 180 Degrees                            | У ролі самої себе |                                         | [ 22 ] |
| 2013      | Dancing 9: Season 1                                    | Тренер            | З Юрі                                   | [ 25 ] |
| 2015      | «Мільйон вподобайок Хьойон»                            | У ролі самої себе |                                         | [ 29 ] |
| 2015      | «Мешап»                                                | Учасниця          |                                         | [ 31 ] |
| 2016      | «Зірковий прихід»                                      | Головна роль      | Китайсько-корейське вар'єте-шоу         | [ 28 ] |
| 2016      | «Десять мільйонів вподобайок Хьойон»                   | У ролі самої себе |                                         | [ 67 ] |
| 2016      | «Вихід на сцену»                                       | Учасниця          |                                         | [ 34 ] |
| 2017      | «Атракціон ТБ: Другий сезон»                           | Постійна учасниця |                                         | [ 68 ] |
| 2017–2018 | «Моє англійське дозрівання»                            | Головна роль      |                                         | [ 68 ] |
| 2018      | «Де пан Кім: Другий сезон»                             | Головна роль      |                                         | [ 69 ] |
| 2018      | «Секретна онні»                                        | Постійна учасниця | Серії 2—6, 8—9, 13—19                   | [ 68 ] |
| 2018      | «Людський інтелект — найдосконаліший штучний інтелект» | Постійна учасниця |                                         | [ 68 ] |
| 2020      | «Добра дівчина»                                        | Учасниця          |                                         | [ 46 ] |
| 2023      | «Всесвітній квиток»                                    | Наставниця        |                                         | [ 70 ] |
| 2024      | «Немає шляху додому»                                   | Головна роль      | З Санні                                 | [ 71 ] |

### Вебшоу
| Рік  | Назва                             | Роль         | Нотатки            | Прим.  |
| ---- | --------------------------------- | ------------ | ------------------ | ------ |
| 2021 | Unnie's Beauty Carpool            | Головна роль | З Борою            | [ 72 ] |
| 2021 | Today's Celebrity — Filial Master | Ведуча       |                    | [ 73 ] |
| 2024 | Hyo's Level Up                    | Ведуча       | Ток-шоу на YouTube | [ 74 ] |

### Відеокліпи
| Назва                                        | Рік                 | Прим.               |
| Як головна артистка                          | Як головна артистка | Як головна артистка |
| -------------------------------------------- | ------------------- | ------------------- |
| «Mystery»                                    | 2016                | [ 75 ]              |
| «Wannabe» (за участю Сан Е)                  | 2017                | [ 76 ]              |
| «Sober» (за участю Уммета Озкана)            | 2018                | [ 77 ]              |
| «Punk Right Now» (за участю 3lau)            | 2018                | [ 78 ]              |
| «Badster»                                    | 2019                | [ 79 ]              |
| «Dessert» (за участю Loopy та Сойон)         | 2020                | [ 80 ]              |
| «Think About Me» (з Райденом за участю Куґі) | 2020                | [ 81 ]              |
| «Second» (за участю Бібі)                    | 2021                | [ 82 ]              |
| «Deep»                                       | 2022                | [ 83 ]              |
| «Picture»                                    | 2023                | [ 84 ]              |
| Як запрошена артистка                        |                     |                     |
| «G! (Remix)» (Lil Cherry за участю Хьо)      | 2021                | [ 85 ]              |
| «Party» (Pimrypie за участю Хьо)             | 2023                | [ 86 ]              |

## Концерти

### Тури
- DJ HYO Tour 2023 in North America (2023)
- DJ HYO 2024 Spring USA Tour «CHERRY BLOSSOM» (2024)
- DJ HYO 2024 USA Summer Tour (2024)

### Як запрошена артистка
- SM Town Live 2022: SMCU Express at Kwangya (2022)
- SM Town Live 2022: SMCU Express (2022)
- SM Town Live 2023: SMCU Palace at Kwangya (2023)

## Нотатки
1. ↑  «Dessert» посіла 166 місце в Gaon Download Chart[58].
2. ↑  «Deep» посіла 87 місце в Gaon Download Chart[59].